# Scarification (incision)
Pour les articles homonymes, voir Scarification.
 (février 2013).

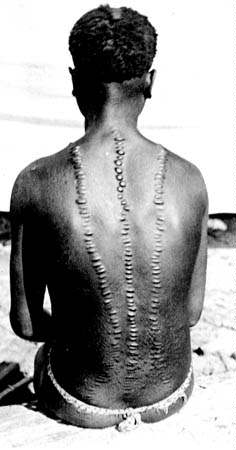
Exemple de scarification corporelle.

La scarification est une pratique consistant à effectuer une incision superficielle de la peau humaine.
La scarification est une pratique médicale ou bien sociale, un type de modification corporelle ou un acte d'automutilation ou plus précisément de « lésion auto-infligée ».

## Étymologie
Le mot vient du latin : scarificare, qui signifie « inciser ».

## Histoire
Dans le sud de la France, certaines statues-menhirs néolithiques attestent la pratique de la scarification faciale dès 3000 ou 2500 av. J.-C.

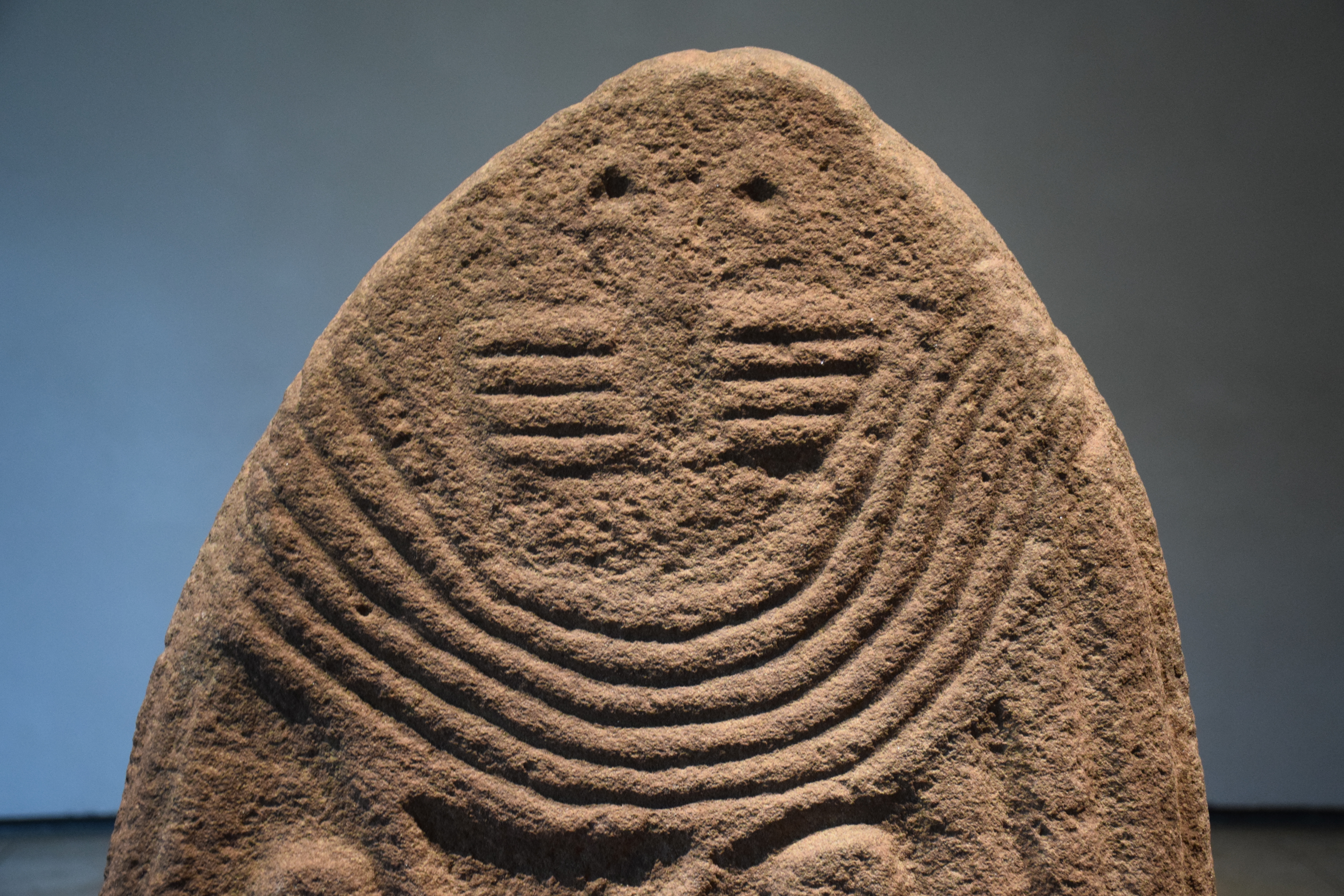
Scarifications faciales "en moustaches de chat" sur la statue-menhir de la Dame de Saint-Sernin (Aveyron) du Musée Fenaille (Rodez). Vers 3000/2500 av. J.-C.

## Scarification médicale

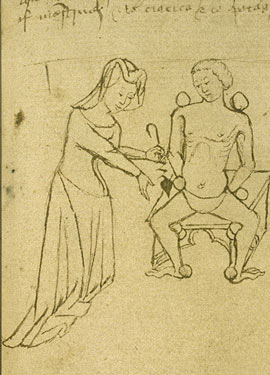
Ancienne pratique médicale utilisant la scarification.

La scarification à but médical est ancienne, pratiquée depuis l'Antiquité, c'est surtout du XVIe siècle au XVIIIe siècle qu'elle est une pratique répandue lors des saignées superficielles.
De nos jours, la scarification médicale a pour but de traiter des maladies de peau ou pour traiter des zones se trouvant à proximité intérieure de l'épiderme. La scarification est aussi utilisée dans certains cas de vaccination ou pour traiter des cas virulents de rosacée.

## Scarification sociale

### La scarification en Afrique
La scarification sociale a une origine ancienne. On la trouve couramment pratiquée en Afrique (particulièrement en Afrique de l'Ouest) où elle a remplacé le tatouage qui se distingue mal sur les peaux sombres.
La scarification sociale revêt une signification particulière, rituel de passage à l’âge adulte ou appartenance à un groupe restreint. Elle s'effectue à l'aide d'outils coupants tels que des morceaux de pierre, de verre, de coque de noix de coco, de couteaux.

### La scarification en Australie et Nouvelle-Guinée
Les Aborigènes d'Australie et certaines tribus de Nouvelle-Guinée pratiquent ou ont pratiqué la scarification.

### La scarification en Occident
En Occident, cette pratique a attiré les adeptes de modification corporelle qui la nomment parfois cutting (ou burning/branding bien que dans ce cas la pratique ne soit pas véritablement une scarification). La scarification laisse volontairement des cicatrices visibles, lorsque l'aspect esthétique est au cœur de la démarche, elle fait partie des modifications corporelles et s'apparente au tatouage, mais lorsque la douleur et la volonté de détruire s'érigent en but, elle devient une mutilation révélatrice d'un comportement pathologique. Cette scarification (principalement sur la partie intérieure des avant-bras) est très répandue chez certains groupes de jeunes.

### Méthodes de Scarification

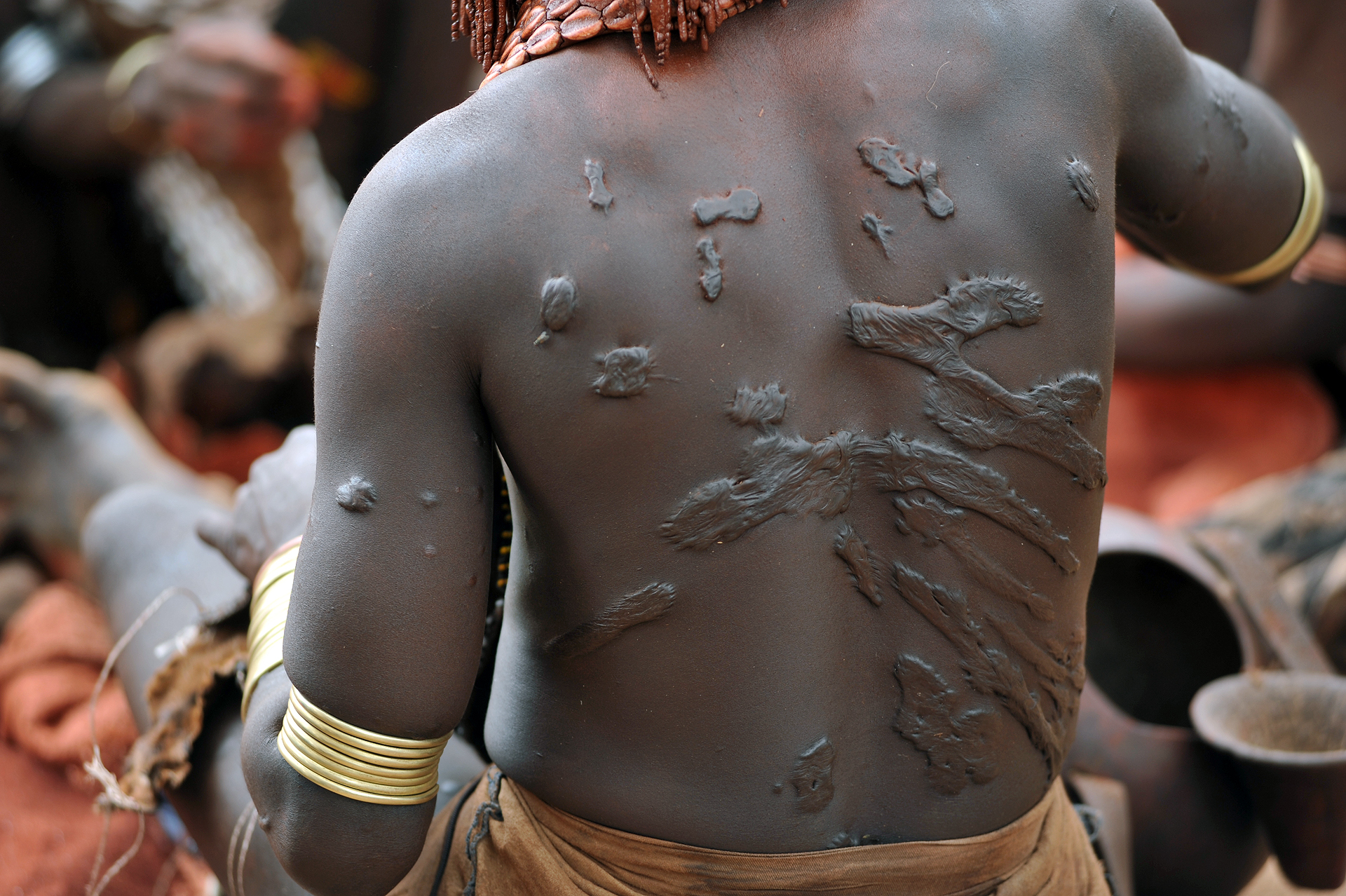
Scarifications, Ethiopie.

Dans le cadre des modifications corporelles, on distingue plusieurs sortes de scarification[réf. souhaitée] :
- les scarifications en incisant simplement la peau (cutting), qui donnent une cicatrice en relief ;
- les scarifications en « décollant » la peau (peeling), plusieurs incisions au scalpel sont nécessaires ;
- les brûlures à chaud (branding), à l'aide d'un fer de marquage chauffé et appliqué sur la peau ;
- les brûlures à froid (freeze branding), moins douloureuse à l'exécution. Cette dernière entraine une dépigmentation de la peau et des capillaires ;
- les brûlures chimiques, à l'aide d'une réaction chimique à même la peau.

De nos jours, effectuée par un professionnel, la scarification est d'abord calquée sur la peau, puis effectuée en fonction de la capacité du concerné à gérer la douleur. Sur ces blessures restant bénignes, un traitement est ensuite appliqué directement sur la scarification pour à la fois limiter les risques d'infection et empêcher les blessures de cicatriser normalement. Un pansement occlusif ainsi que des soins réguliers vont empêcher une cicatrisation trop rapide, et ainsi le relief de la scarification se formera.
Aujourd'hui les motifs sont nombreux et variés, mais pratiquées sans connaissances du sujet le résultat donne des motifs hasardeux, voire mystérieux.

### Dangers et précautions

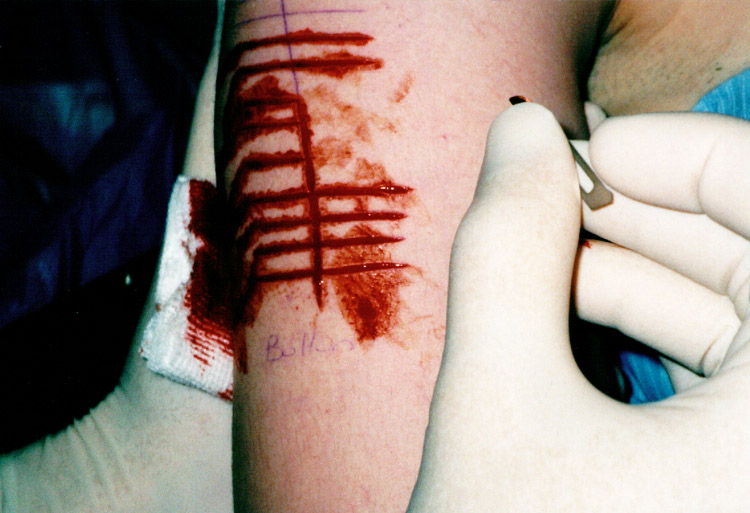
Pratique moderne de scarification.

La scarification consiste à causer volontairement un dommage à sa peau et n'est donc pas sans danger.
Les infections sont possibles, non seulement par le matériel, mais également aussi longtemps que la plaie n'est pas totalement refermée.

## Scarification comme automutilation
La scarification permet parfois l'expression d'une souffrance psychologique. Les personnes pratiquant cette automutilation témoignent généralement d'un mieux-être après s'être mutilées. Cela peut paraître paradoxal mais cela s'explique par le fait que des opioïdes sont libérées durant la scarification, ce qui peut rendre l'acte extrêmement attirant pour ceux qui ont été traumatisés et qui trouvent un soulagement dans la dissociation. Ce phénomène peut entraîner à une addiction à cette pratique.
La scarification est souvent considérée comme une punition infligée à soi-même et d'en garder un souvenir indélébile, comme un fait marquant de l’existence de celui qui se l'inflige,, une volonté de se rebeller ou un moyen d'attirer l'attention. Mais dans la plupart des cas, il s'agit davantage d'une tentative d'automédication.